# هیچ‌چیز دیگری مهم نیست
«هیچ چیز دیگری مهم نیست» (به انگلیسی: Nothing Else Matters) ترانه‌ای تصنیفی از گروه هوی متال آمریکایی متالیکا است. این ترانه سومین تک‌آهنگ در پنجمین آلبوم آنها، متالیکا بود. این ترانه بارها توسط گروه‌های مختلف دوباره‌خوانی شده است. مقدمهٔ «هیچ چیز دیگری مهم نیست» با تکنیک چنگسان (آرپژ) با کوک استاندارد گیتار با نواختن سیم‌های آزاد می (سیم ۱)، سُل، سی و می (سیم ۶) اجرا شده است.
نوشتن این ترانه زمانی آغاز شد که جیمز هتفیلد در حال صحبت تلفنی با دوست دخترش بود و با دست دیگر در حال بازی‌کردن با گیتارش بود. او به صورت تصادفی سیم‌های می، سُل، سی و می گیتار را پشت‌سر هم می‌زد که مقدمه‌ای برای نوشتن این ترانه شد. اولین خط ترانه را نیز هتفیلد به او تقدیم کرد؛ so close, no matter how far «بسیار نزدیک، مهم نیست چه‌قدر دور…» زمانی که او در تورهایش به سر می‌برد. در ابتدا هتفیلد قصد انتشار ترانه را نداشت و آن را فقط برای خودش نوشته‌بود، اما بعد از آنکه لارس اولریک آن را شنید، آن را برای آلبوم در نظر گرفتند.